# Rząd Jerzego Buzka
Rząd Jerzego Buzka – Rada Ministrów pod kierownictwem premiera Jerzego Buzka, urzędująca od 31 października 1997 do 19 października 2001.
Jerzy Buzek został desygnowany na premiera przez prezydenta Aleksandra Kwaśniewskiego 17 października 1997, po wyborach parlamentarnych, w których koalicja prawicowych formacji – Akcja Wyborcza Solidarność – uzyskała 201 mandatów w Sejmie. Objął władzę po ustąpieniu rządu Włodzimierza Cimoszewicza. 31 października 1997 został zaprzysiężony cały skład Rady Ministrów.
10 listopada 1997 premier Jerzy Buzek wygłosił exposé. 11 listopada Sejm udzielił wotum zaufania. Rząd poparły w głosowaniu kluby Akcji Wyborczej Solidarność i Unii Wolności, które tworzyły koalicję rządzącą. Przeciw opowiedziały się kluby Sojuszu Lewicy Demokratycznej i Polskiego Stronnictwa Ludowego. W głosowaniu nie wzięli udziału posłowie koła Ruchu Odbudowy Polski.
Unia Wolności opuściła koalicję 6 czerwca 2000, w związku z czym od tego momentu do końca kadencji rządził rząd mniejszościowy. Rząd Jerzego Buzka ustąpił 19 października 2001 w wyniku przegranych wyborów parlamentarnych, a prezydent powołał rząd Leszka Millera. 
Jerzy Buzek był pierwszym premierem w III RP, który sprawował swój urząd przez całą, czteroletnią kadencję parlamentarną.

## Wotum zaufania 11 listopada 1997
| Klub/koło                                            | Klub/koło                    | Głosowanie | Głosowanie     | Głosowanie | Nieobecni |
| Klub/koło                                            | Klub/koło                    | Za         | Wstrzymali się | Przeciw    | Nieobecni |
| ---------------------------------------------------- | ---------------------------- | ---------- | -------------- | ---------- | --------- |
|                                                      | Akcja Wyborcza Solidarność   | 198        | 1              | 0          | 2         |
|                                                      | Sojusz Lewicy Demokratycznej | 2          | 0              | 147        | 15        |
|                                                      | Unia Wolności                | 58         | 0              | 0          | 2         |
|                                                      | Polskie Stronnictwo Ludowe   | 0          | 0              | 26         | 1         |
|                                                      | Posłowie niezrzeszeni        | 2          | 1              | 0          | 1         |
|                                                      | Ruch Odbudowy Polski         | 0          | 0              | 0          | 4         |
| ŁĄCZNIE                                              | ŁĄCZNIE                      | 260        | 2              | 173        | 25        |
| Większość bezwzględna: 218, wotum zaufania udzielono |                              |            |                |            |           |

## Rada Ministrów Jerzego Buzka (1997–2001)
| Funkcja                                                      | Imię i nazwisko              | Imię i nazwisko                 | Czas pełnienia funkcji    | Czas pełnienia funkcji    |
| Funkcja                                                      | Imię i nazwisko              | Imię i nazwisko                 | Od                        | Do                        |
| ------------------------------------------------------------ | ---------------------------- | ------------------------------- | ------------------------- | ------------------------- |
| Prezes Rady Ministrów                                        |                              | Jerzy Buzek (RS AWS)            | 31 października 1997(dts) | 19 października 2001(dts) |
| Przewodniczący Komitetu Integracji Europejskiej              | 27 lipca 1998(dts)           | Jerzy Buzek (RS AWS)            | 19 października 2001(dts) |                           |
| Wiceprezes Rady Ministrów                                    |                              | Leszek Balcerowicz (UW)         | 31 października 1997(dts) | 8 czerwca 2000(dts)       |
| Minister finansów                                            | 31 października 1997(dts)    | Leszek Balcerowicz (UW)         | 8 czerwca 2000(dts)       |                           |
| Wiceprezes Rady Ministrów                                    |                              | Janusz Tomaszewski (RS AWS)     | 31 października 1997(dts) | 3 września 1999(dts)      |
| Minister spraw wewnętrznych i administracji                  | 31 października 1997(dts)    | Janusz Tomaszewski (RS AWS)     | 3 września 1999(dts)      |                           |
| Przewodniczący Komitetu Integracji Europejskiej              |                              | Ryszard Czarnecki (ZChN)        | 31 października 1997(dts) | 27 lipca 1998(dts)        |
| Minister-członek Rady Ministrów                              | 27 lipca 1998(dts)           | Ryszard Czarnecki (ZChN)        | 26 marca 1999(dts)        |                           |
| Minister spraw zagranicznych                                 |                              | Bronisław Geremek (UW)          | 31 października 1997(dts) | 30 czerwca 2000(dts)      |
| Minister edukacji narodowej                                  |                              | Mirosław Handke                 | 31 października 1997(dts) | 20 lipca 2000(dts)        |
| Minister rolnictwa i gospodarki żywnościowej                 |                              | Jacek Janiszewski (SKL)         | 31 października 1997(dts) | 26 marca 1999(dts)        |
| Minister-członek Rady Ministrów                              |                              | Teresa Kamińska                 | 31 października 1997(dts) | 26 marca 1999(dts)        |
| Minister pracy i polityki socjalnej                          |                              | Longin Komołowski (RS AWS)      | 31 października 1997(dts) | 19 października 1999(dts) |
| Wiceprezes Rady Ministrów                                    | 19 października 1999(dts)    | Longin Komołowski (RS AWS)      | 19 października 2001(dts) |                           |
| Minister pracy i polityki społecznej                         | 19 października 1999(dts)    | Longin Komołowski (RS AWS)      | 19 października 2001(dts) |                           |
| Minister-członek Rady Ministrów                              |                              | Jerzy Kropiwnicki (ZChN)        | 31 października 1997(dts) | 16 czerwca 2000(dts)      |
| Minister rozwoju regionalnego i budownictwa                  | 16 czerwca 2000(dts)         | Jerzy Kropiwnicki (ZChN)        | 19 października 2001(dts) |                           |
| Minister zdrowia i opieki społecznej                         |                              | Wojciech Maksymowicz            | 31 października 1997(dts) | 26 marca 1999(dts)        |
| Minister transportu i gospodarki morskiej                    |                              | Eugeniusz Morawski (UW)         | 31 października 1997(dts) | 8 grudnia 1998(dts)       |
| Minister obrony narodowej                                    | Janusz Onyszkiewicz (UW)     | 31 października 1997(dts)       | 16 czerwca 2000(dts)      |                           |
| Minister-członek Rady Ministrów                              |                              | Janusz Pałubicki (RS AWS)       | 31 października 1997(dts) | 19 października 2001(dts) |
| Minister gospodarki                                          |                              | Janusz Steinhoff (PPChD)        | 31 października 1997(dts) | 19 października 2001(dts) |
| Wiceprezes Rady Ministrów                                    | 12 czerwca 2000(dts)         | Janusz Steinhoff (PPChD)        | 19 października 2001(dts) |                           |
| Minister sprawiedliwości                                     |                              | Hanna Suchocka (UW)             | 31 października 1997(dts) | 8 czerwca 2000(dts)       |
| Minister ochrony środowiska, zasobów naturalnych i leśnictwa |                              | Jan Szyszko (PC)                | 31 października 1997(dts) | 19 października 1999(dts) |
| Minister-członek Rady Ministrów                              |                              | Wiesław Walendziak (SKL)        | 31 października 1997(dts) | 26 marca 1999(dts)        |
| Minister skarbu państwa                                      |                              | Emil Wąsacz                     | 31 października 1997(dts) | 16 sierpnia 2000(dts)     |
| Minister-członek Rady Ministrów                              |                              | Jerzy Widzyk (RS AWS)           | 31 października 1997(dts) | 26 marca 1999(dts)        |
| Minister transportu i gospodarki morskiej                    | 12 czerwca 2000(dts)         | Jerzy Widzyk (RS AWS)           | 19 października 2001(dts) |                           |
| Przewodniczący Komitetu Badań Naukowych                      | Andrzej Wiszniewski (RS AWS) | 31 października 1997(dts)       | 19 października 2001(dts) |                           |
| Minister nauki                                               | Andrzej Wiszniewski (RS AWS) | 19 października 1999(dts)       | 19 października 2001(dts) |                           |
| Minister kultury i sztuki                                    |                              | Joanna Wnuk-Nazar (UW)          | 31 października 1997(dts) | 26 marca 1999(dts)        |
| Minister łączności                                           |                              | Marek Zdrojewski (ZChN)         | 31 października 1997(dts) | 26 marca 1999(dts)        |
| Minister transportu i gospodarki morskiej                    |                              | Tadeusz Syryjczyk (UW)          | 8 grudnia 1998(dts)       | 8 czerwca 2000(dts)       |
| Minister rolnictwa i gospodarki żywnościowej                 |                              | Artur Balazs (SKL)              | 26 marca 1999(dts)        | 19 października 1999(dts) |
| Minister rolnictwa i rozwoju wsi                             | 19 października 1999(dts)    | Artur Balazs (SKL)              | 19 października 2001(dts) |                           |
| Minister zdrowia i opieki społecznej                         |                              | Franciszka Cegielska (Ruch Stu) | 26 marca 1999(dts)        | 19 października 1999(dts) |
| Minister zdrowia                                             | 19 października 1999(dts)    | Franciszka Cegielska (Ruch Stu) | 22 października 2000(dts) |                           |
| Minister łączności                                           |                              | Maciej Srebro (ZChN)            | 26 marca 1999(dts)        | 16 marca 2000(dts)        |
| Minister kultury i sztuki                                    |                              | Andrzej Zakrzewski (SKL)        | 26 marca 1999(dts)        | 19 października 1999(dts) |
| Minister kultury i dziedzictwa narodowego                    | 19 października 1999(dts)    | Andrzej Zakrzewski (SKL)        | 10 lutego 2000(dts)       |                           |
| Minister spraw wewnętrznych i administracji                  |                              | Marek Biernacki (RS AWS)        | 7 października 1999(dts)  | 19 października 2001(dts) |
| Minister środowiska                                          |                              | Antoni Tokarczuk (PPChD)        | 19 października 1999(dts) | 19 października 2001(dts) |
| Minister łączności                                           |                              | Tomasz Szyszko (PP)             | 16 marca 2000(dts)        | 19 lipca 2001(dts)        |
| Minister kultury i dziedzictwa narodowego                    | Kazimierz Ujazdowski (PP)    | 16 marca 2000(dts)              | 12 lipca 2001(dts)        |                           |
| Minister finansów                                            |                              | Jarosław Bauc                   | 12 czerwca 2000(dts)      | 28 sierpnia 2001(dts)     |
| Minister sprawiedliwości                                     |                              | Lech Kaczyński (PiS)            | 12 czerwca 2000(dts)      | 5 lipca 2001(dts)         |
| Minister obrony narodowej                                    |                              | Bronisław Komorowski (SKL)      | 16 czerwca 2000(dts)      | 19 października 2001(dts) |
| Minister spraw zagranicznych                                 |                              | Władysław Bartoszewski          | 30 czerwca 2000(dts)      | 19 października 2001(dts) |
| Minister edukacji narodowej                                  | Edmund Wittbrodt             | 20 lipca 2000(dts)              | 19 października 2001(dts) |                           |
| Minister skarbu państwa                                      |                              | Andrzej Chronowski (RS AWS)     | 16 sierpnia 2000(dts)     | 28 lutego 2001(dts)       |
| Minister zdrowia                                             | Grzegorz Opala (RS AWS)      | 7 listopada 2000(dts)           | 19 października 2001(dts) |                           |
| Minister skarbu państwa                                      |                              | Aldona Kamela-Sowińska          | 28 lutego 2001(dts)       | 19 października 2001(dts) |
| Minister sprawiedliwości                                     |                              | Stanisław Iwanicki (ChDRP)      | 5 lipca 2001(dts)         | 19 października 2001(dts) |
| Minister kultury i dziedzictwa narodowego                    |                              | Andrzej Zieliński (RS AWS)      | 12 lipca 2001(dts)        | 19 października 2001(dts) |
| Minister finansów                                            |                              | Halina Wasilewska-Trenkner      | 28 sierpnia 2001(dts)     | 19 października 2001(dts) |

## W dniu zaprzysiężenia 31 października 1997
- Jerzy Buzek (AWS) – prezes Rady Ministrów
- Leszek Balcerowicz (UW) – wiceprezes Rady Ministrów, minister finansów
- Janusz Tomaszewski (AWS) – wiceprezes Rady Ministrów, minister spraw wewnętrznych i administracji
- Ryszard Czarnecki (AWS, ZChN) – przewodniczący Komitetu Integracji Europejskiej
- Bronisław Geremek (UW) – minister spraw zagranicznych
- Mirosław Handke (AWS) – minister edukacji narodowej
- Jacek Janiszewski (AWS, SKL) – minister rolnictwa i gospodarki żywnościowej
- Teresa Kamińska (AWS) – minister-członek Rady Ministrów
- Longin Komołowski (AWS) – minister pracy i polityki socjalnej
- Jerzy Kropiwnicki (AWS, ZChN) – minister-członek Rady Ministrów
- Wojciech Maksymowicz (AWS) – minister zdrowia i opieki społecznej
- Eugeniusz Morawski (UW) – minister transportu i gospodarki morskiej
- Janusz Onyszkiewicz (UW) – minister obrony narodowej
- Janusz Pałubicki (AWS) – minister-członek Rady Ministrów
- Janusz Steinhoff (AWS, PChD) – minister gospodarki
- Hanna Suchocka (UW) – minister sprawiedliwości
- Jan Szyszko (AWS, PC) – minister ochrony środowiska, zasobów naturalnych i leśnictwa
- Wiesław Walendziak (AWS, SKL) – minister-członek Rady Ministrów
- Emil Wąsacz (AWS) – minister skarbu państwa
- Andrzej Wiszniewski (AWS) – przewodniczący Komitetu Badań Naukowych
- Joanna Wnuk-Nazar (UW) – minister kultury i sztuki
- Marek Zdrojewski (AWS) – minister łączności